# Ołeksandr Palanycia
Ołeksandr Witalijowycz Palanycia, ukr. Олександр Віталійович Паляниця, ros. Александр Витальевич Паляница, Aleksandr Witaljewicz Palanica (ur. 29 lutego 1972 w Żytomierzu, Ukraińska SRR) – ukraiński piłkarz, grający na pozycji napastnika, reprezentant Ukrainy.

## Kariera piłkarska

### Kariera klubowa
Wychowanek Internatu Sportowego w Dniepropietrowsku. W 1991 zadebiutował w klubie Dnipro Dniepropietrowsk. Występował również w takich ukraińskich klubach jak Krywbas Krzywy Róg, Weres Równe, Karpaty Lwów i Metalist Charków. W 1996-1997 występował w austriackim klubie LASK Linz, jednak wrócił do ojczyzny. Często wracał do poprzednich klubów. Ostatnim klubem w karierze piłkarza był Spartak Sumy, w którym w 2004 zakończył swoje występy.

### Kariera reprezentacyjna
11 czerwca 1995 zadebiutował w reprezentacji Ukrainy w spotkaniu eliminacyjnym do Mistrzostw Europy z Chorwacją przegranym 0:4. Łącznie rozegrał 2 gry reprezentacyjne.

## Sukcesy i odznaczenia

### Sukcesy klubowe
- brązowy medalista Mistrzostw Ukrainy: 1992, 1995, 1996, 1998, 2000
- finalista Pucharu Ukrainy: 1999, 2000

### Sukcesy indywidualne
- jest czwartym piłkarzem, któremu udało się strzelić w ukraińskich piłkarskich rozgrywkach 100 bramek[2].